# Старів Семен Митрофанович
Семен Старів (офіційно Старов) — автор книги спогадів «Страта голодом». Семен Старів вперше опублікував спогади про драматичні події 1930–1933 років в рідному селі Вергуни на Черкащині за кордоном англійською мовою під псевдонімом Мирон Долот. Над книжкою автор працював майже все своє еміграційне життя і дуже хотів, щоб світ довідався про нечуваний злочин проти українського народу, який замовчувався тодішнім режимом.

## Біографічний очерк
Семен Старів успішно закінчив у Києві педагогічний інститут із дипломом учителя історії. Однак учителювати йому довелося недовго, оскільки розпочалася Друга світова війна, і його було мобілізовано на фронт. Як військовополонений Семен Старів опинився в Німеччині і там перебував у цьому статусі до закінчення війни в 1945 році. Пізніше виїхав у США. Там він вступив на історичний відділ Каліфорнійського університету в Лос-Анджелесі, брав активну участь в громадському українському та американському житті. Він багато працював педагогом-мовником, займався помітною працею — укладанням українсько-англійського та англо-українського військових словників, дописував до української та американської преси, виступав на радіо. Мав задум написати книжку про українців-полонених, проте занепав здоров'ям і помер на 82-му році життя після тяжкої недуги.